# A Time for Love
A Time for Love från 1996 är ett musikalbum med sångerskan Agneta Baumann. Hon gör här come-back efter ett nästan tioårigt uppehåll från scenen.

## Låtlista
1. A Time for Love (Paul Francis Webster/Johnny Mandel) – 5:30
2. I Get Along Without You Very Well (Hoagy Carmichael/Jane Brown Thompson) – 2:50
3. He Was Too Good to Me (Richard Rodgers/Lorenz Hart) – 5:11
4. Here is That Rainy Day (Jimmy Van Heusen/Johnny Burke) – 4:37
5. More Than You Know (Vincent Youmans/Billy Rose/Edward Eliscu) – 6:55
6. If You Love Me (Marguerite Monnot/Edith Piaf/Geoffrey Parsons) – 3:53
7. The Good Life (Sacha Distel/Jack Reardon) – 4:26
8. When the World Was Young (M Philippe-Gérard/Johnny Mercer) – 3:18
9. I Fall in Love Too Easily (Jule Styne/Sammy Cahn) – 5:28
10. The Masquerade is Over (Allie Wrubel/Herb Magidson) – 3:55
11. The Party's Over (Jule Styne/Betty Comden/Adolph Green) – 3:26
12. Everything Happens to Me (Matt Dennis/Tom Adair) – 5:51
13. All My Tomorrows (Jimmy Van Heusen/Sammy Cahn) – 6:08
14. The Best Is Yet to Come (Cy Coleman/Carolyn Leigh) – 2:38
15. That's All (Alan Brandt/Bob Haymes) – 4:58

## Medverkande
- Agneta Baumann – sång
- Anders Lindskog – tenorsaxofon
- Staffan Hallgren – flöjt
- Carl Fredrik Orrje – piano
- Per-Ola Gadd – bas
- Bengt Stark – trummor